# Hipoteza tworzenia zespołów komórek przez agregacje
Hipoteza tworzenia zespołów komórek przez agregacje – jedna z hipotez postawionych w celu wytłumaczenia powstania wielokomórkowców (Metazoa), a więc zwierząt.
Hipoteza ta wychodzi od pojedynczych komórek organizmów jednokomórkowych, czym różni się choćby od hipotezy celluryzacji. Tak więc jednokomórkowce o takich samych komórkach mogły wspólnie przemieszczać się, aż wytworzyły kolonie tworzone przez wiele identycznych komórek. Udowodniono, że zjawiska takie zachodzą wśród pierwotniaków należących do Acrasea,  których proces taki zachodzi dzięki chemotaksji i następnie rozpoznaniu przez receptory błonowe. Kolonie takie mogły się stać pseudoplazmodiami.
Obecnie hipoteza tworzenia zespołów komórek przez agregacje nie cieszy się powodzeniem wśród biologów.  Preferują oni raczej pogląd o kolonialnym pochodzeniu Metazoa.
Powstawanie agregacji mogło mieć natomiast pewne znaczenie, jeśli chodzi nie o tworzenie jednego organizmu wielokomórkowego z identycznych komórek, ale w tworzeniu się symbiozy pomiędzy różnymi komórkami. W ten sposób komórki prokariotyczne mogły wejść w związek z pierwotnymi zwierzętami, jak gąbki czy parzydełkowce.